# Morpho subagamedes
Morpho subagamedes är en fjärilsart som beskrevs av Le Moult 1931. Morpho subagamedes ingår i släktet Morpho och familjen praktfjärilar. Inga underarter finns listade i Catalogue of Life.